# Guerrino Zanotti
Guerrino Zanotti, né le 24 octobre 1962 à Saint-Marin, est un homme d'État saint-marinais, membre du Parti des socialistes et des démocrates. Il est capitaine-régent de Saint-Marin du 1er octobre 2014 au 1er avril 2015, en tandem avec Gianfranco Terenzi.

## Biographie
Fonctionnaire de la République, Zanotti est responsable de l'Office de la performance économique de l'Institut de la sécurité sociale,.
Membre du Parti des socialistes et des démocrates (PSD) depuis 2005, Guerrino Zanotti est élu l'année suivante au Grand Conseil général, organe législatif de la république. Il est réélu deux fois, en 2008 et 2012. Le 1er octobre 2014, il devient capitaine régent, en tandem avec le démocrate-chrétien Gianfranco Terenzi, pour une durée de six mois.

## Distinction
- Collier de l'ordre de Pie IX (nomination du 16 mars 2015 par le pape François[3]).

### Référence
1. ↑  (it) Terenzi-Zanotti eletti Capitani Reggenti dal 1° ottobre 2014 al 1° aprile 2015
2. ↑  (it) Schede dei prossimi Capitani Reggenti, Gian Franco Terenzi e Guerrino Zanotti
3. ↑  (it) « Commentarium officiale », Acta Apostolicae Sedis, vol. 108, no 1,‎ 1er janvier 2016, p. 83 (lire en ligne [PDF])